# Oecetis pryadyumna
Oecetis pryadyumna là một loài Trichoptera trong họ Leptoceridae. Chúng phân bố ở miền Ấn Độ - Mã Lai.